# EHF Champions League der Frauen 2006/07
An der Champions League Saison 2006/07 nahmen insgesamt 32 Handball-Vereinsmannschaften teil, wovon 16 in die Gruppenphase einzogen. Es war die 47. Austragung der EHF Champions League bzw. des Europapokals der Landesmeister. Der Titelverteidiger war Viborg HK.

## Modus
Von den 32 Mannschaften erreichen 16 die erste Gruppenphase. Die ersten beiden dieser Gruppen spielen dann ab dem Viertelfinale im K.-o.-System. Alle Anwurfzeiten richten sich nach dem Heimspielort (Zeitzonen).

## Qualifikation 1
Die Hinspiele fanden am 17./22./23. September 2006 statt. Die Rückspiele fanden am 16./23./24. September 2006 statt.
|                        | Gesamt  |                          | Hinspiel          | Rückspiel         |
| ---------------------- | ------- | ------------------------ | ----------------- | ----------------- |
| SPR Lublin             | 68 : 47 | Edilcinque Sassari       | 34 : 25 (13 : 13) | 34 : 22 (15 : 10) |
| Spono Nottwil Handball | 33 : 77 | HB Metz Moselle Lorraine | 23 : 33 (10 : 19) | 10 : 44 (06 : 22) |
| GAS Anagennisi Artas   | 67 : 42 | BNTU-Belas Woblast Minsk | 39 : 20 (22 : 10) | 28 : 22 (11 : 10) |
| ŽRK Koprivnica         | 61 : 45 | Van der Voort - Quintus  | 33 : 20 (13 : 09) | 28 : 25 (13 : 15) |
| C.S. Rulmentul Braşov  | 61 : 43 | Madeira Andebol SAD      | 31 : 20 (12 : 09) | 30 : 23 (14 : 13) |
| IK Sävehof             | 59 : 61 | HK Iuventa Michalovce    | 28 : 27 (14 : 14) | 31 : 34 (12 : 16) |

## Qualifikation 2
Die Hinspiele fanden am 12./14./15. Oktober 2006 statt. Die Rückspiele fanden am 13./15./21./22. Oktober 2006 statt.
|                       | Gesamt  |                          | Hinspiel          | Rückspiel         |
| --------------------- | ------- | ------------------------ | ----------------- | ----------------- |
| Slagelse DT           | 58 : 44 | HB Metz Moselle Lorraine | 31 : 22 (17 : 10) | 27 : 22 (15 : 11) |
| FTC Budapest          | 59 : 54 | C.S. Rulmentul Braşov    | 30 : 24 (14 : 09) | 29 : 30 (15 : 14) |
| SPR Lublin            | 41 : 42 | ŽRK Budućnost            | 24 : 21 (10 : 10) | 17 : 21 (08 : 10) |
| HC Leipzig            | 78 : 46 | GAS Anagennisi Artas     | 42 : 20 (20 : 10) | 36 : 26 (17 : 10) |
| Balonmano Sagunto     | 59 : 63 | Aalborg DH               | 30 : 24 (15 : 10) | 29 : 39 (16 : 21) |
| Byasen HB Elite       | 61 : 60 | HK Saporischschja        | 35 : 31 (0 : 00)  | 26 : 29 (14 : 14) |
| HK Iuventa Michalovce | 55 : 56 | H/K Dinamo Volgograd     | 31 : 33 (14 : 16) | 24 : 23 (10 : 10) |
| ŽRK Koprivnica        | 79 : 36 | RK Celeia Zalec          | 40 : 14 (20 : 08) | 39 : 22 (18 : 08) |

## Gruppenphase

### Gruppen
| Gruppe A         | Gruppe B                | Gruppe C       | Gruppe D              |
| ---------------- | ----------------------- | -------------- | --------------------- |
| Aalborg DH       | Byasen HB Elite         | HC Leipzig     | FTC Budapest          |
| CBM Ribarroja    | Győri ETO KC            | Larvik HK      | HC Gjorce Petrov      |
| Dinamo Volgograd | GK Lada Toljatti        | Viborg HK      | Hypo Niederösterreich |
| RK Ljubljana     | ŽRK Budućnost Podgorica | ŽRK Koprivnica | Slagelse DT           |

### Gruppe A
| Datum                       |                      | Ergebnis          |                      |
| --------------------------- | -------------------- | ----------------- | -------------------- |
| 6. Januar 2007, 14:15 Uhr   | Aalborg DH           | 26 : 24 (15 : 14) | RK Ljubljana         |
| 7. Januar 2007, 16:00 Uhr   | H/K Dinamo Volgograd | 31 : 29 (17 : 12) | CBM Ribarroja        |
| 13. Januar 2007, 16:30 Uhr  | CBM Ribarroja        | 25 : 23 (11 : 16) | Aalborg DH           |
| 13. Januar 2007, 18:15 Uhr  | RK Ljubljana         | 41 : 33 (20 : 15) | H/K Dinamo Volgograd |
| 20. Januar 2007, 16:30 Uhr  | CBM Ribarroja        | 31 : 33 (16 : 12) | RK Ljubljana         |
| 20. Januar 2007, 16:15 Uhr  | Aalborg DH           | 32 : 26 (13 : 15) | H/K Dinamo Volgograd |
| 10. Februar 2007, 16:15 Uhr | Aalborg DH           | 31 : 24 (17 : 11) | CBM Ribarroja        |
| 10. Februar 2007, 17:00 Uhr | H/K Dinamo Volgograd | 29 : 34 (19 : 16) | RK Ljubljana         |
| 17. Februar 2007, 17:30 Uhr | RK Ljubljana         | 30 : 26 (14 : 18) | Aalborg DH           |
| 17. Februar 2007, 16:30 Uhr | CBM Ribarroja        | 28 : 26 (13 : 12) | H/K Dinamo Volgograd |
| 24. Februar 2007, 17:30 Uhr | RK Ljubljana         | 34 : 28 (18 : 14) | CBM Ribarroja        |
| 25. Februar 2007, 16:00 Uhr | H/K Dinamo Volgograd | 34 : 32 (20 : 18) | Aalborg DH           |

### Gruppe B
| Datum                       |                         | Ergebnis          |                         |
| --------------------------- | ----------------------- | ----------------- | ----------------------- |
| 7. Januar 2007, 18:15 Uhr   | Byasen HB Elite         | 25 : 31 (12 : 14) | GK Lada Toljatti        |
| 7. Januar 2007, 20:00 Uhr   | ŽRK Budućnost Podgorica | 25 : 31 (12 : 16) | Győri ETO KC            |
| 13. Januar 2007, 16:15 Uhr  | Győri ETO KC            | 33 : 27 (17 : 13) | Byasen HB Elite         |
| 14. Januar 2007, 17:00 Uhr  | GK Lada Toljatti        | 32 : 23 (17 : 12) | ŽRK Budućnost Podgorica |
| 20. Januar 2007, 17:00 Uhr  | GK Lada Toljatti        | 31 : 29 (16 : 17) | Győri ETO KC            |
| 21. Januar 2007, 20:00 Uhr  | ŽRK Budućnost Podgorica | 24 : 29 (09 : 13) | Byasen HB Elite         |
| 10. Februar 2007, 20:00 Uhr | ŽRK Budućnost Podgorica | 23 : 27 (09 : 13) | GK Lada Toljatti        |
| 11. Februar 2007, 18:15 Uhr | Byasen HB Elite         | 30 : 29 (16 : 14) | Győri ETO KC            |
| 17. Februar 2007, 16:15 Uhr | Győri ETO KC            | 28 : 20 (13 : 09) | ŽRK Budućnost Podgorica |
| 18. Februar 2007, 17:00 Uhr | GK Lada Toljatti        | 43 : 39 (22 : 19) | Byasen HB Elite         |
| 25. Februar 2007, 13:00 Uhr | Győri ETO KC            | 39 : 28 (18 : 12) | GK Lada Toljatti        |
| 25. Februar 2007, 18:15 Uhr | Byasen HB Elite         | 27 : 26 (10 : 18) | ŽRK Budućnost Podgorica |

### Gruppe C
| Datum                       |                | Ergebnis          |                |
| --------------------------- | -------------- | ----------------- | -------------- |
| 6. Januar 2007, 15:00 Uhr   | HC Leipzig     | 23 : 31 (08 : 16) | Larvik HK      |
| 6. Januar 2007, 17:00 Uhr   | ŽRK Koprivnica | 32 : 31 (19 : 19) | Viborg HK      |
| 13. Januar 2007, 16:15 Uhr  | Viborg HK      | 39 : 33 (18 : 13) | HC Leipzig     |
| 14. Januar 2007, 16:15 Uhr  | Larvik HK      | 36 : 28 (19 : 15) | ŽRK Koprivnica |
| 20. Januar 2007, 16:00 Uhr  | Larvik HK      | 31 : 19 (13 : 07) | Viborg HK      |
| 20. Januar 2007, 18:00 Uhr  | ŽRK Koprivnica | 37 : 34 (15 : 19) | HC Leipzig     |
| 11. Februar 2007, 15:00 Uhr | HC Leipzig     | 35 : 37 (11 : 16) | Viborg HK      |
| 11. Februar 2007, 17:00 Uhr | ŽRK Koprivnica | 27 : 32 (14 : 17) | Larvik HK      |
| 17. Februar 2007, 16:15 Uhr | Viborg HK      | 32 : 25 (13 : 12) | ŽRK Koprivnica |
| 17. Februar 2007, 16:15 Uhr | Larvik HK      | 30 : 27 (17 : 12) | HC Leipzig     |
| 24. Februar 2007, 16:15 Uhr | Viborg HK      | 32 : 31 (17 : 14) | Larvik HK      |
| 25. Februar 2007, 15:00 Uhr | HC Leipzig     | 32 : 22 (11 : 11) | ŽRK Koprivnica |

### Gruppe D
| Datum                       |                       | Ergebnis          |                       |
| --------------------------- | --------------------- | ----------------- | --------------------- |
| 6. Januar 2007, 16:15 Uhr   | FTC Budapest          | 31 : 28 (14 : 12) | HC Gjorce Petrov      |
| 7. Januar 2007, 15:50 Uhr   | Slagelse DT           | 22 : 25 (12 : 10) | Hypo Niederösterreich |
| 12. Januar 2007, 20:20 Uhr  | Hypo Niederösterreich | 32 : 30 (18 : 14) | FTC Budapest          |
| 14. Januar 2007, 15:50 Uhr  | HC Gjorce Petrov      | 18 : 19 (08 : 07) | Slagelse DT           |
| 19. Januar 2007, 20:20 Uhr  | Hypo Niederösterreich | 38 : 27 (20 : 13) | HC Gjorce Petrov      |
| 20. Januar 2007, 16:15 Uhr  | FTC Budapest          | 26 : 34 (13 : 15) | Slagelse DT           |
| 10. Januar 2007, 16:15 Uhr  | FTC Budapest          | 34 : 36 (17 : 16) | Hypo Niederösterreich |
| 11. Januar 2007, 15:50 Uhr  | Slagelse DT           | 24 : 16 (10 : 06) | HC Gjorce Petrov      |
| 17. Februar 2007, 18:00 Uhr | HC Gjorce Petrov      | 31 : 28 (11 : 12) | FTC Budapest          |
| 18. Februar 2008, 15:50 Uhr | Hypo Niederösterreich | 30 : 29 (14 : 12) | Slagelse DT           |
| 24. Februar 2008, 18:00 Uhr | HC Gjorce Petrov      | 23 : 22 (09 : 11) | Hypo Niederösterreich |
| 25. Februar 2008, 15:50 Uhr | Slagelse DT           | 27 : 28 (13 : 14) | FTC Budapest          |

## Viertelfinale
Die Hinspiele fanden am 17./18. März 2007 statt. Die Rückspiele fanden am 23.–25. März 2007 statt.
| Mannschaft 1 | Mannschaft 2          | Hinspiel          | Rückspiel         | Gesamt  |
| ------------ | --------------------- | ----------------- | ----------------- | ------- |
| Győri ETO KC | Larvik HK             | 28 : 22 (15 : 12) | 27 : 23 (14 : 12) | 55 : 45 |
| Aalborg DH   | Hypo Niederösterreich | 34 : 24 (18 : 11) | 19 : 31 (12 : 16) | 53 : 55 |
| Slagelse DT  | RK Ljubljana          | 30 : 23 (15 : 12) | 28 : 26 (13 : 14) | 58 : 49 |
| Viborg HK    | GK Lada Toljatti      | 32 : 32 (17 : 21) | 31 : 33 (16 : 17) | 63 : 65 |

## Halbfinale
Die Hinspiele fanden am 14./15. April 2007 statt. Die Rückspiele fanden am 20./22. April 2007 statt.
| Mannschaft 1     | Mannschaft 2          | Hinspiel          | Rückspiel         | Gesamt   |
| ---------------- | --------------------- | ----------------- | ----------------- | -------- |
| GK Lada Toljatti | Hypo Niederösterreich | 28 : 22 (13 : 12) | 29 : 35 (16 : 15) | 57* : 57 |
| Slagelse DT      | Győri ETO KC          | 31 : 25 (16 : 11) | 30 : 22 (12 : 07) | 61 : 47  |

* GK Lada Toljatti qualifizierte sich aufgrund der Auswärtstorregel für die nächste Runde.

## Finale
Das Hinspiel fand am 13. Mai 2007 statt. Das Rückspiel fand am 20. Mai 2007 statt.
| Mannschaft 1     | Mannschaft 2 | Hinspiel          | Rückspiel         | Gesamt  |
| ---------------- | ------------ | ----------------- | ----------------- | ------- |
| GK Lada Toljatti | Slagelse DT  | 29 : 29 (15 : 16) | 24 : 32 (08 : 16) | 53 : 61 |

## Statistiken

### Torschützenliste
| Rang | Spielerin                     | Mannschaft            | Tore |
| ---- | ----------------------------- | --------------------- | ---- |
| 1.   | Bojana Popović                | Slagelse DT           | 96   |
| 2.   | Linn-Kristin Riegelhuth Koren | Larvik HK             | 75   |
| 3.   | Ljudmila Postnowa             | GK Lada Toljatti      | 72   |
| 4.   | Emilija Turei                 | Slagelse DT           | 68   |
| 5.   | Gabriela Rotis-Nagy           | Hypo Niederösterreich | 66   |
| 6.   | Anita Görbicz                 | Győri ETO KC          | 63   |
| 7.   | Tatjana Oder                  | RK Ljubljana          | 60   |
| 8.   | Tatjana Logwin                | Aalborg DH            | 59   |
|      | Henriette Mikkelsen           | Viborg HK             | 59   |
| 10.  | Irina Blisnowa                | GK Lada Toljatti      | 53   |